# إدوارد ماري
إدوارد ماري هو محامي وسياسي بلجيكي، ولد في 26 أبريل 1796، وتوفي في 29 أبريل 1853. انتخب عضو مجلس النواب البلجيكي ‏.